# Esthero
Pour les articles homonymes, voir Englishman.
Esthero est le nom de scène de la chanteuse canadienne Jenny-Bea Englishman, née le 23 décembre 1978 à Stratford en Ontario au Canada.

## Discographie
- 1998 – Breath from Another
- 2005 – Wikked Lil' Grrrls
- 2012 – Everything is Expensive

## Bandes-sons
- 1998 – La Méthode zéro (Lounge)
- 1999 – Souviens-toi... l'été dernier 2 (That Girl)
- 2000 – Les Initiés (Anywayz)
- 2002 – 007: Nightfire (Nearly Civilized)